# Calliophis gracilis
Calliophis gracilis е вид змия от семейство Аспидови (Elapidae).

## Разпространение
Видът е разпространен в Индонезия (Суматра), Малайзия (Западна Малайзия), Сингапур и Тайланд.